# 扭毛蘚
扭毛蘚（学名：Barbula convoluta）为叢蘚科扭口蘚屬下的一个种。